# Solti Mihály
Solti Mihály (Mezőhegyes, 1898. december 9. – Szeged, 1976. július 8.) válogatott magyar labdarúgó, csatár, balszélső. A sportsajtóban Solti I néven volt ismert. Az első szegedi labdarúgó volt a válogatottban.

## Pályafutása

### Klubcsapatban
A Szegedi AK labdarúgója volt. Erőnléte elmaradt a legjobbakétól, de gyors, technikás, gólveszélyes szélső csatár volt.

### A válogatottban
1922 és 1923 között két alkalommal szerepelt a magyar labdarúgó-válogatottban és két gólt szerzett.

## Statisztika

### Mérkőzései a válogatottban
| Magyarország | Magyarország      | Magyarország              | Magyarország  | Magyarország | Magyarország | Magyarország | Magyarország | Magyarország |
| #            | Dátum             | Helyszín                  | Hazai         | Eredmény     | Vendég       | Kiírás       | Gólok        | Esemény      |
| ------------ | ----------------- | ------------------------- | ------------- | ------------ | ------------ | ------------ | ------------ | ------------ |
| 1.           | 1922. május 14.   | Krakkó                    | Lengyelország | 0 – 3        | Magyarország | barátságos   | 2            | 42' 77'      |
| 2.           | 1923. október 28. | Budapest, Üllői úti pálya | Magyarország  | 2 – 1        | Svédország   | barátságos   | -            |              |
|              | Összesen          |                           |               | 2            | mérkőzés     |              | 2            | gól          |